# Дондра, Анри-Мари
Анри-Мари Дондра (фр. Henri-Marie Dondra; род. 14 августа 1966, Банги) — центральноафриканский политик. Премьер-министр Центральноафриканской Республики с 15 июня 2021 по 7 февраля 2022 года. Ранее он занимал пост министра финансов и бюджета, прежде чем стать премьер-министром, а именно с 11 апреля 2016 по 10 июня 2021 года.

## Биография
Родился 14 августа 1966 года.
С 2016 по 2021 год являлся министром финансов и бюджета.
Дондра был назначен премьер-министром 11 июня 2021 года, сменив Фирмена Нгребаду, который занимал этот пост с 2019 года. Это назначение последовало за подписанием мирного соглашения между властями и вооружёнными группировками.
7 февраля 2022 года был уволен.

## Личная жизнь
Женат, имеет пятерых детей.